# Kim Sa-in
Dans ce nom coréen, le nom de famille, Kim, précède le nom personnel.
Pour les articles homonymes, voir Kim.
Kim Sa-in (en hangeul : 김사인) est un poète sud-coréen né à Bo-eun en 1956. 

## Biographie
Kim Sa-in est né  en 1956 à Boeun dans la province de Chungcheong du Nord et a étudié la littérature coréenne à l'université nationale de Séoul. Après un séjour en prison au début des années 1980, il commence à écrire de la poésie et fonde la revue Poésie et économie (Siwa gyeongje). Il a enseigné l'écriture créative à l'université des femmes Dongduk  et à l'université nationale de Séoul.

## Œuvre
Il publie ses premiers poèmes en 1982 dans la revue littéraire qu'il fonde Poésie et économie (Siwa gyeongje). C'est une période trouble pour la Corée, qui est alors sous la dictature militaire ; il choisit de s'engager plutôt que d'ignorer la souffrance de ses semblables, comme il le fait savoir dans la préface de son premier recueil de poèmes : « Fragments de révolte hors de contrôle, et la souffrance du cœur. Quels autres messages aurais-je pu délivrer dans le contexte des années 1970 et 1980 ? » Les personnages de sa poésie sont souvent des personnages de la vie quotidienne, mais souvent accablés par les défauts et un faible développement intellectuel. Le poète affirme ainsi : « Je ressens plus la chaleur humaine dans la naïveté et la maladresse que dans la perfection et l'harmonie ». 
Kim définit la poésie comme « un questionnement permanent des choses qui nous entourent ». Mais il affirme que le poète ne se contente pas de poser des questions : il doit être celui qui apporte des réponses et les met en pratique. 

## Distinctions
- 2005 : Prix de littérature contemporaine (Hyundae Munhak)
- 2006 : Prix littéraire Daesan
- 2007 : Prix du roman Seojeong Shihak